# دوتيرون

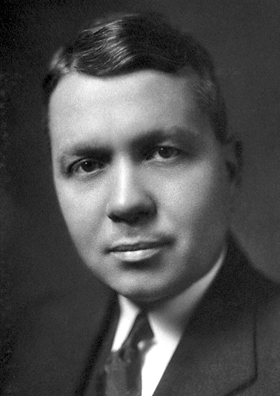

الدوتيرون هي نواة الديوتريوم، الذي هو أحد نظائر الهيدروجين. تحتوي هذه النواة على بروتون واحد ونيوترون واحد. ومن ثَم فإن شِحنة هذه النواة هي +1.
هذه النواة مستقرَّة إشعاعيًّا، أي أنه ليس لها عمر النصف.